# Cardiochiles priesneri
Cardiochiles priesneri är en stekelart som beskrevs av Fischer 1958. Cardiochiles priesneri ingår i släktet Cardiochiles och familjen bracksteklar. Inga underarter finns listade.